# Józef Aleksy Morawski
Józef Aleksy Morawski herbu Dąbrówka (ur. 17 lipca 1791 w Zegrzu, zm. 17 sierpnia 1855 w Karlowych Warach) – radca stanu, członek Rady Stanu Królestwa Kongresowego w 1830 roku, senator Królestwa Polskiego, referendarz Rady Stanu Księstwa Warszawskiego w 1812 roku.

## Życiorys
Sprawował funkcje tajnego radcy, senatora, dyrektora głównego prezydującego w Komisji Rządowej Przychodów i Skarbu i członka Rady Administracyjnej Królestwa Polskiego.
W 1813 ożenił się z Anną (1788-1828), córką Szmula Zbytkowera.
Był odznaczony:
- Orderem Virtuti Militari IV klasy (1810)
- Orderem Virtuti Militari III klasy (1812)
- Orderem św. Stanisława I klasy (12.05.1829)
- Orderem Czerwonego Orła II klasy (1833)
- Order św. Anny I klasy (13.04.1834)
- Orderem św. Włodzimierza II klasy (24.04.1838)
- Orderem Orła Białego (01.07.1846)
- Orderem św. Aleksandra Newskiego (25.05.1850)